# Manuel Pereira (schermidore)
Manuel Pereira Senabre (Madrid, 18 giugno 1961) è un ex schermidore spagnolo, specialista della spada, vincitore di una medaglia d'oro ai Campionati mondiali di scherma.